# Collegio elettorale di Melzo (Senato della Repubblica)
Il collegio di Melzo fu un collegio elettorale uninominale della Repubblica Italiana per l'elezione del Senato della Repubblica. Apparteneva alla Circoscrizione Lombardia e fu utilizzato per eleggere un senatore nella XII, XIII e XIV legislatura.
Venne istituito nel 1993 con la cosiddetta Legge Mattarella (Legge n. 276, Norme per l'elezione del Senato della Repubblica), attuata in seguito al referendum abrogativo del 1993. La legge istituì per la Camera dei deputati e per il Senato della Repubblica un sistema di elezione misto, in parte maggioritario e in parte proporzionale. Il 75% dei parlamentari dell'assemblea veniva eletto in collegi uninominali tramite sistema maggioritario a turno unico; il restante 25% al Senato veniva eletto tramite recupero proporzionale dei più votati non eletti attraverso un meccanismo di calcolo denominato "scorporo", cioè sottraendo dal conteggio dei voti totali di una lista nella parte proporzionale i voti ottenuti dai candidati collegati alla medesima lista che erano eletti nei collegi uninominali con il sistema maggioritario.
Il collegio venne abolito insieme a tutti gli altri che costituivano il Senato con la promulgazione della legge elettorale successiva, la cosiddetta Legge Calderoli. Questa prevedeva un sistema proporzionale con premio di maggioranza, che al Senato veniva attribuito a livello regionale.

## Territorio
Il collegio di Melzo era uno dei 35 collegi uninominali in cui era suddivisa la Lombardia e, come previsto dal D.Lgs. del 20 dicembre 1993 n. 535, era compreso nelle province di Milano e di Monza e della Brianza e comprendeva i seguenti comuni: Agrate Brianza, Aicurzio, Basiano, Bellinzago Lombardo, Bellusco, Bernareggio, Burago di Molgora, Busnago, Bussero, Cambiago, Caponago, Carnate, Carugate, Cassano d'Adda, Cassina de' Pecchi, Cavenago di Brianza, Cornate d'Adda, Gessate, Gorgonzola, Inzago, Liscate, Masate, Melzo, Mezzago, Ornago, Pessano con Bornago, Pozzo d'Adda, Pozzuolo Martesana, Roncello, Ronco Briantino, Sulbiate, Trezzano Rosa, Trezzo sull'Adda, Truccazzano, Vaprio d'Adda e Vignate.

## Eletti
| Elezione | Elezione | Senatore              | Partito                 |
| -------- | -------- | --------------------- | ----------------------- |
|          | 1994     | Marcello Staglieno    | Polo delle Libertà (LN) |
|          | 1996     | Loris Giuseppe Maconi | L'Ulivo (DS)            |
|          | 2001     | Luigi Scotti          | Casa delle Libertà (FI) |

## Dati elettorali

### XII legislatura
|                               | Marcello Staglieno ✔️ Eletto | Polo delle Libertà           | 59 942  | 39,82 |  |  |  |  |  |
|                               | Cristiano Candrian           | Progressisti                 | 40 297  | 26,77 |  |  |  |  |  |
|                               | Giuseppina Facchinetti       | Patto per l'Italia           | 24 104  | 16,01 |  |  |  |  |  |
|                               | Umberto Lorenzo Salvadeo     | Alleanza Nazionale           | 7 888   | 5,24  |  |  |  |  |  |
|                               | Laura Sebastiani             | Lista Pannella-Riformatori   | 6 338   | 4,21  |  |  |  |  |  |
|                               | Antonia Gilardi              | Lega Alpina Lumbarda         | 5 530   | 3,67  |  |  |  |  |  |
|                               | Romana Olga Rindi            | Partito Pensionati           | 3 825   | 2,54  |  |  |  |  |  |
|                               | Anna Maria Corona            | Lega di Angela Bossi         | 1 803   | 1,20  |  |  |  |  |  |
|                               | Lieta Fantini Brambilla      | Partito della Legge Naturale | 799     | 0,53  |  |  |  |  |  |
| Totale                        | Totale                       | Totale                       | 150 526 | 100   |  |  |  |  |  |
|                               |                              |                              |         |       |  |  |  |  |  |
| Voti non validi               | Voti non validi              | Voti non validi              | 6 556   | 4,17  |  |  |  |  |  |
| Votanti                       | Votanti                      | Votanti                      | 157 082 | 93,75 |  |  |  |  |  |
| Elettori                      | Elettori                     | Elettori                     | 167 560 |       |  |  |  |  |  |
|                               |                              |                              |         |       |  |  |  |  |  |
| Data: 27-28 marzo 1994        |                              |                              |         |       |  |  |  |  |  |
| Fonte: Ministero dell'interno |                              |                              |         |       |  |  |  |  |  |

### XIII legislatura
|                               | Loris Giuseppe Maconi ✔️ Eletto     | L'Ulivo                                  | 63 503  | 41,55 |  |  |  |  |  |
|                               | Marcello Staglieno                  | Polo per le Libertà                      | 50 988  | 33,36 |  |  |  |  |  |
|                               | Severino Motta                      | Lega Nord                                | 29 581  | 19,35 |  |  |  |  |  |
|                               | Tullio Sandro Lauro                 | Lista Pannella-Sgarbi                    | 2 735   | 1,79  |  |  |  |  |  |
|                               | Bruno Maurili                       | Lega per l'Autonomia - Alleanza Lombarda | 2 186   | 1,43  |  |  |  |  |  |
|                               | Maurizio Giuseppe Faustino Gargallo | Movimento Sociale Fiamma Tricolore       | 1 714   | 1,12  |  |  |  |  |  |
|                               | Luigi Ripamonti                     | Socialista                               | 1 121   | 0,73  |  |  |  |  |  |
|                               | Francesco Schillaci                 | Federazione Liste Civiche                | 1 025   | 0,67  |  |  |  |  |  |
| Totale                        | Totale                              | Totale                                   | 152 853 | 100   |  |  |  |  |  |
|                               |                                     |                                          |         |       |  |  |  |  |  |
| Voti non validi               | Voti non validi                     | Voti non validi                          | 6 734   | 4,22  |  |  |  |  |  |
| Votanti                       | Votanti                             | Votanti                                  | 159 587 | 91,50 |  |  |  |  |  |
| Elettori                      | Elettori                            | Elettori                                 | 174 407 |       |  |  |  |  |  |
|                               |                                     |                                          |         |       |  |  |  |  |  |
| Data: 21 aprile 1996          |                                     |                                          |         |       |  |  |  |  |  |
| Fonte: Ministero dell'interno |                                     |                                          |         |       |  |  |  |  |  |

### XIV legislatura
|                               | Luigi Scotti ✔️ Eletto              | Casa delle Libertà                       | 66 936  | 41,47 |  |  |  |  |  |
|                               | Loris Giuseppe Maconi ✔️ Eletto     | L'Ulivo                                  | 62 028  | 38,43 |  |  |  |  |  |
|                               | Lucca Giuseppe Rodda                | Partito della Rifondazione Comunista     | 8 560   | 5,30  |  |  |  |  |  |
|                               | Dino Protasoni                      | Lega per l'Autonomia - Alleanza Lombarda | 7 687   | 4,76  |  |  |  |  |  |
|                               | Egidio Ronchi                       | Lista Di Pietro                          | 4 846   | 3,00  |  |  |  |  |  |
|                               | Anna Maria Bertolini                | Lista Pannella-Bonino                    | 3 921   | 2,43  |  |  |  |  |  |
|                               | Felice Fumagalli                    | Partito Pensionati                       | 2 815   | 1,74  |  |  |  |  |  |
|                               | Fabrizio Carrera                    | Democrazia Europea                       | 2 156   | 1,34  |  |  |  |  |  |
|                               | Maurizio Giuseppe Faustino Gargallo | Fiamma Tricolore                         | 1 594   | 0,99  |  |  |  |  |  |
|                               | Salvatore Giglio                    | Forza Nuova                              | 409     | 0,25  |  |  |  |  |  |
|                               | Roberto Francesco Ghilardi          | Partito Liberal-Popolare                 | 249     | 0,15  |  |  |  |  |  |
|                               | Luigino Golin                       | I Liberaldemocratici - Basta!            | 214     | 0,13  |  |  |  |  |  |
| Totale                        | Totale                              | Totale                                   | 161 415 | 100   |  |  |  |  |  |
|                               |                                     |                                          |         |       |  |  |  |  |  |
| Voti non validi               | Voti non validi                     | Voti non validi                          | 6 864   | 4,08  |  |  |  |  |  |
| Votanti                       | Votanti                             | Votanti                                  | 168 279 | 89,20 |  |  |  |  |  |
| Elettori                      | Elettori                            | Elettori                                 | 188 660 |       |  |  |  |  |  |
|                               |                                     |                                          |         |       |  |  |  |  |  |
| Data: 13 maggio 2001          |                                     |                                          |         |       |  |  |  |  |  |
| Fonte: Ministero dell'interno |                                     |                                          |         |       |  |  |  |  |  |